# Castanhal
Castanhal, amtlich portugiesisch Município de Castanhal, ist eine Großstadt im brasilianischen Bundesstaates Pará. Sie liegt 65 km östlich der Hauptstadt Belém und ist Teil der Metropolregion Belém. Sie ist über die Bundesstraße BR-316 zu erreichen. Das Klima ist äquatorial tropisch. Die Bevölkerung wurde zum 1. Juli 2021 auf 205.667 Einwohner geschätzt, die Castanhalenser (castanhalenses) genannt werden und die auf einer Fläche von rund 1029 km² leben. Sie ist bei der Bevölkerungszahl die fünftgrößte Stadt der 144 Munizips von Pará.

## Geschichte
Castanhal wurde offiziell am 28. Januar 1932 (Beurkundungsdatum) gegründet und erhielt seinen Namen wegen der Nussbäume (portugiesisch Castanha) in der Nähe der Eisenbahnstation, etwa bei Kilometer 73, an der Bahnstrecke Bragança – Belém der Estrada de Ferro de Bragança.
Arbeiter und Bahnbeschäftigte aus dem Nordosten ließen sich rund um den Bahnhof nieder. Bauern aus der Umgebung verkauften daraufhin auf den Märkten ihre Produkte und so entstand der Handelsplatz Castanhal. Der Betrieb der Bragança-Bahn wurde 1957 eingestellt und die Schienen abgetragen.
Die Regierung des Bundesstaates Pará verlieh Castanhal den Beinamen „cidade modelo“ (d. h.: Modellstadt). 2004 wurde durch Papst Johannes Paul II. das Bistum Castanhal errichtet. Es ist dem Erzbistum Belém do Pará als Suffraganbistum unterstellt.

## Bildung
Castanhal hat sich zu einem überregionalen pädagogischen Zentrum Parás entwickelt. Es gibt acht weiterführende Schulen und drei Universitäten:
- Universidade Federal do Pará (UFPA): Fakultäten für Tiermedizin, Mathematik, Sport, Literatur, Pädagogik, Informatik.[5]
- Universidade do Estado do Pará (UEPA): Fakultäten für Maschinenbau, Landwirtschaft, landwirtschaftliche Technologie, Physik, Biologie, Pädagogik.[6]
- Faculdade de Castanhal (FCAT): Fakultäten  für Agrarwissenschaft, Betriebswirtschaft und Marketing, Informatik, Pädagogik, Geschichte, Biologie.

## Wirtschaft
Auf Grund geographisch verkehrsgünstiger Lage hat sich Castanhal für den gesamten Nordosten Parás und darüber hinaus als wichtiger und bedeutender Handelsplatz für Lebensmittel und Agrargüter entwickelt (Getreide, Mais, Maniok, Pfeffer, Palmöl).
Ebenso entwickelt sich Castanhal zu einem Technologiezentrum. Es gibt Energieunternehmen, die auf Hochspannung spezialisiert sind, und Hochtechnologie im Brunnenbau.
Hier befindet sich auch der Hauptsitz eines Unternehmens, das Arbeitsschuhe für die Lebensmittelindustrie produziert und ein Industriepark, in dem metallurgische Ausrüstungen für Bergbauunternehmen hergestellt werden.

## Sport
Castanhal ist Heimat des Fußballvereins Castanhal Esporte Clube, der seine Spiele im Estádio Maximino Porpino Filho, genannt Modelão, austrägt.

## Persönlichkeiten
- Chico Carneiro (* 1951), Kameramann, Regisseur, Filmemacher und Fotograf
- Bruno Suzuki (* 1990), Fußballspieler